# هیکسوس
هیکسوس (قبطی:heqa khasewet به معنای فرمانروایان بیگانه، یونانی:Ὑκσώς)نام مردمانی از تبار سامی است که نخستین بار در بخش شرقی دلتای نیل پدیدار گشتند و دوره دوم میانی را در مصر باستان بنیاد نهادند. اینان در سده هفدهم (پیش از میلاد) به قدرت رسیدند و در مصر پایین و میانه بیش از صد سال فرمان راندند و دودمان پانزدهم و شاید دودمان هفدهم برده‌دار را در این سرزمین بنیاد گذاردند.
از آنجایی که آنها نام‌هایی همانند نام‌های کنعانی داشته‌اند و برای نمونه نام‌هایشان در بر دارنده نام ایزدان کنعانی چون بعل و انات بود برخی گمان می‌کنند که هیکسوس‌ها از تبار کنعانی بوده‌اند. دیگر نگره‌ها دراینباره بر فنیقی یا عبری بودن آنها استوار است.
با مرگ شهبانو سوبک‌نفرو در سال ۱۷۷۳ پیش از میلاد و در حالی که قدرت شاهان پادشاهی میانی رو به زوال گذاشته بود، عمر این پادشاهی نیز به سر آمد. این در حالی بود که به دلیل سستی قدرت فرعون‌ها در بخش‌های شمالی مصر، قبایل آسیایی سامی و کنعانی نژاد در شهر اواریس حکومت تشکیل داده بودند و با مرگ سوبک‌نفرو و در حالی که او هیچ جانشینی نداشت، آغاز به حمله به مناطق زیر نفوذ دولت مستقر در تبس کردند. قدرت شاهان اواریس تا بدان جا پیش رفت که فرعون‌های تبس ناچار به پرداخت خراج به آن‌ها شدند. مصریان این پادشاهان بیگانه را هیکسوس به معنای «فرمانروایان بیگانه» می‌خواندند؛ نامی که بعدها توسط مان‌تو به اشتباه «فرمانروایان چوپان» بازگردانی شد.
در آن زمان موجی از حرکات جمعی خاور نزدیک را دربر گرفته بود که بیشتر از شرق به سوی غرب جریان داشت. مانتو تاریخ‌نگار از این جمعیت وحشی با نام هیکسوس‌ها یاد می‌کرد، که معانی بسیاری از جمله (فرمانروای کشورهای بیگانه) داشت. اما هیکسوس‌ها از قوم مشخصی نبودند، بلکه از خاور نزدیک بودند که در مسیر مهاجرت خود به مصر ضعیف و درگیر مشکلات راه یافتند و در شمال، حکومتی موقت برقرار کردند. مهاجرانی که از بخش علیای فرات آمده بودند در دلتای نیل ساکن شدند و در سال ۱۶۴۰ پیش از میلاد فرمانروایی مصر سفلی را به‌دست گرفتند. امکان مقاومت مصریان در مقابل متجاوزان بسیار اندک بود، زیرا آن‌ها اسب داشتند حیوانی که پیش از آن مصری‌ها هرگر ندیده بودند و سرعت و چالاکی‌اش از هر جانور دیگری که آن‌ها می‌شناختند بیشتر بود. اما هولناک تر از آن: هیکسوس‌ها این جانوران عظیم و ترسناک را جلوی ارابه‌هایی بسته بودند که با آن‌ها می‌توانستند میدان جنگ را همچون باد درنوردند و حریفان گریخته از جنگ را تعقیب کنند. ارابه‌های جنگی، تانک‌های دوران باستان بودند. شکست مصریان اجتناب ناپذیر بود.
شاهان هیکسوس، که با سه فرعون، سالیتیس، ششی و خیان، پادشاهی دودمان پانزدهم و در نتیجه، دومین دوره بینابینی مصر را افتتاح کردند، ابتدا در حاشیه شرقی دلتای نیل قرارگاهی مستحکم-شهر آواریس- را بنا نهادند. از این پایگاه، آن‌ها می‌توانستند مصر و فلسطین را زیر نظر بگیرند و اداره کنند. اگرچه نخستین هیکسوس‌ها بر سراسر مصر تسلط داشتند، در دوره جانشینان آن‌ها -که هیکسوس کوچک نامیده می‌شدند-دامنه قلمرو هیکسوس‌ها، در شمال، آشکارا محدود شد و این موقعیتی مطلوب برای مصریان بود تا اقدام برای بیرون راندن هیکسوس‌ها را از جنوب آغاز کنند.
با آنکه هجوم هیکسوس به مصر اغلب توسط مصریان به‌مانند یک فاجعه جبران‌ناشدنی که نابودی نیایشگاه‌ها و بنیان‌های فرهنگی مصر را در پی داشته به تصویر کشیده می‌شود، آن‌ها با خود فناوری‌هایی را نیز به مصر آوردند؛ از جمله اسب که تا پیش از آن مصریان با آن ناآشنا بودند و پس از آنکه به توانایی‌های اسبان پی بردند خود از پرورش‌دهندگان آن شدند و این خود یکی از عوامل اصلی در دگرگونی بنیادین یگان‌های لشکری در دودمان‌های آتی گشت.
هیکسوس‌ها روش‌های حکومت‌مداری مصریان را به کار بستند و برای خود لقب «فرعون» اختیار کردند. آن‌ها گاهی با فرعون‌های حاکم در تبس نیز روابط خوبی برقرار می‌کردند که از جمله آن‌ها روابط نزدیک فرعون هیکسوس آپوپی و اینتف هفتم بوده. با این حال پس از قدرت گرفتن دوباره فرمانروایان حاکم بر تبس، نبرد از سوی آنان برای بیرون راندن «اشغالگران» و آزادسازی مصر آغاز شد. تائو دوم ملقب به «تائوی دلیر» و کاموسه دو شاهی بودند که بیشترین نقش را در رهبری خیزش‌های این دوره ضد اشغالگران داشتند که آخری در ادبیات حماسی مصر باستان نیز جایگاه بالایی به خود اختصاص داده است. سرانجام پس از نزدیک به ۳۰ سال جنگ، هیکسوس‌ها در سال ۱۵۵۵ پ.م. شکست خوردند و پایتخت آنان توسط اهمسه یکم نابود شد.